# Morris CS9
La Morris CS9/LAC era un veicolo blindato prodotto per le forze armate britanniche durante la seconda guerra mondiale.

## Storia
Il veicolo utilizzava il telaio, allungato, dell'autocarro Morris CS8 4×2 da 15 cwt, sul quale veniva montato uno scafo corazzato dotato di una torretta a due posti a cielo aperto. Nella torretta prendevano posto il capomacchina ed il cannoniere, mentre conduttore ed operatore radio erano nello scafo.
Le piastre corazzate erano unite con dei rivetti e l'armamento principale era costituito dal fucile anticarro Boys, da una mitragliatrice Bren e da uno sparginebbia montato tra le due armi. L'impianto radio era del tipo N° 19. Il cambio era a quattro rapporti e la CS9 era dotata di freni indraulici sulle quattro ruote.
Il prototipo fu sottoposto a prove nel 1936 e, compreso il prototipo, ne furono ordinati 100 esemplari. Le prime consegne iniziarono nel 1938.
Il veicolo fu impiegato dal 12th Royal Lancers durante la campagna di Francia. I 38 esemplari di cui disponeva questa unità furono tutti distrutti o abbandonati. L'11th Hussars ne impiegò trenta esemplari durante la campagna del Nord Africa. Questi veicoli erano dotati di pneumatici da deserto e rivelarono di avere buone prestazioni su questo tipo di terreno.
Invece sia la corazzatura che l'armamento si dimostrarono insufficienti e le autoblindo Morris cominciarono a venire ritirate a partire dal 1941.